# Vnější Mandžusko

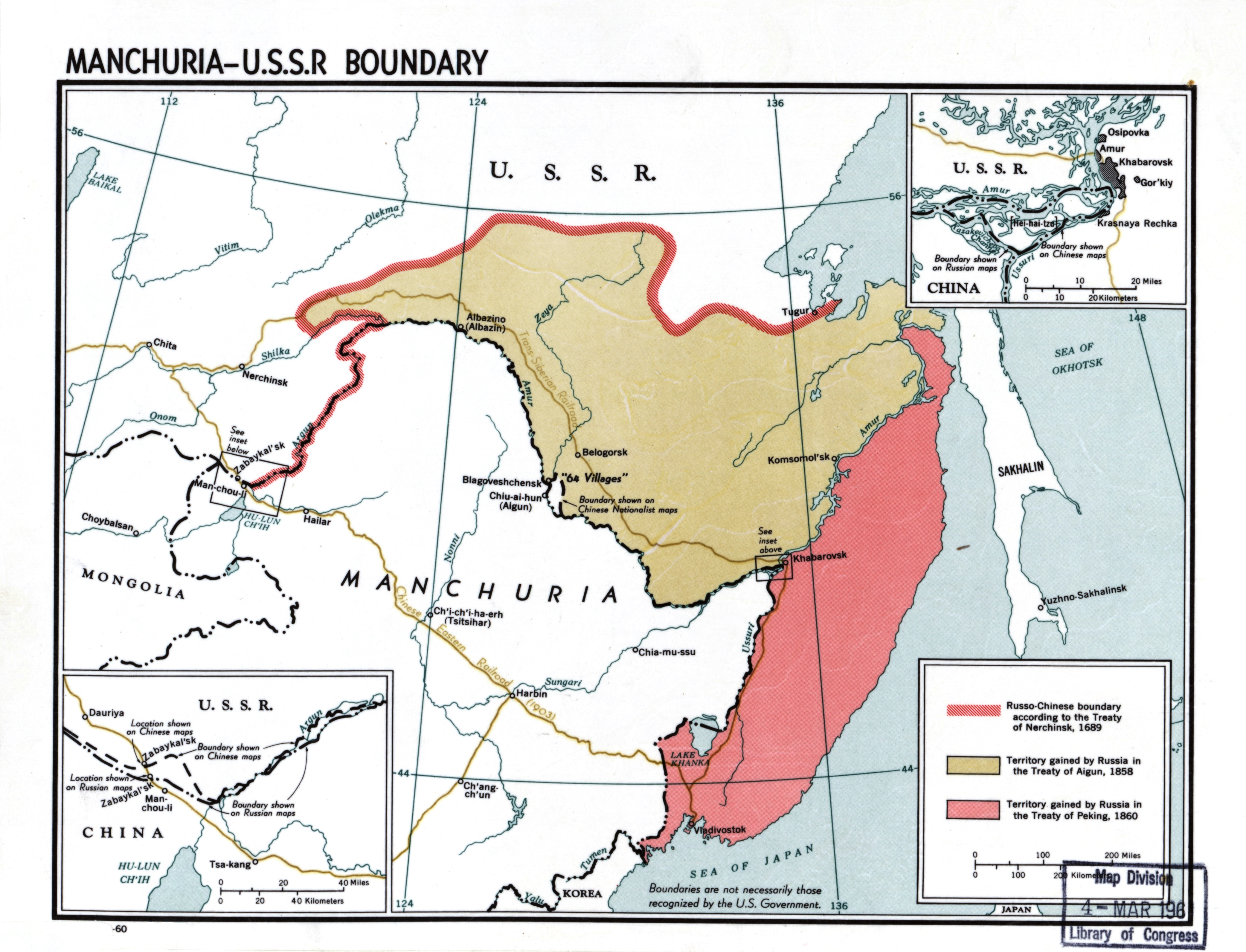
Mapa Vnějšího Mandžuska

Vnější Mandžusko (rusky Приаму́рье, Poamuří či Přiamuří) je označení pro oblast na východě Asie, která byla dříve za dynastie Čching nárokována Čínou jako součást Mandžuska. V 19. století, v době oslabení Čínského císařství povstáním tchajpingů a francouzsko-britskou invazí (1856-1860) během druhé opiové války došlo k uzavření Ajgunské smlouvy (1858) a Pekingské smlouvy (1860), kterými se Vnější Mandžusko stalo součástí Ruska.
Od Vnitřního Mandžuska odděluje Vnější Mandžusko tok řek Ussuri a Amur, na severu je ohraničeno Stanovým pohořím a na východě Tichým oceánem. Největší města Vnějšího Mandžuska jsou Vladivostok a Chabarovsk.